# Maurice Deligne
Pour les articles homonymes, voir Deligne.
Maurice Deligne, né le 7 octobre 1861 à Clary (Nord) et mort le 11 juin 1939 à Paris (Seine), est un magistrat et un homme politique français.

## Biographie
Maurice Deligne fait ses études au collège de Cambrai et à la faculté de droit, où il acquiert de solides connaissances juridiques.
Après avoir accompli un stage comme avocat, il entre dans la magistrature, à laquelle il appartient durant plus de vingt ans.
Maurice Deligne se présente aux élections générales législatives de 1928 dans la 2e circonscription de Cambrai, où il est élu le 29 avril, au deuxième tour de scrutin, par 11.076 suffrages sur 22.448 votants contre 9.279 à son concurrent immédiat Ernest Plet.
Le 3 novembre 1929, Maurice Deligne est nommé, dans le gouvernement André Tardieu (1), Sous-secrétaire d'État au Ministère de la Marine, où toutes les directions techniques et l'ensemble des services administratifs sont placés sous son autorité.
Le 27 janvier 1931, il est nommé dans le Gouvernement Pierre Laval (1), Ministre des Travaux publics, important portefeuille qu'il conserve sous les Gouvernements Pierre Laval (2) et (3), jusqu'au 16 février 1932.
Aux élections générales de 1932, il est réélu au second tour de scrutin le 8 mai 1932, par 11.275 suffrages sur 25.647 votants contre 10.811 à son concurrent M. Carlier.
En 1936, âgé de 75 ans, il ne demande pas le renouvellement de son mandat et se retire de la vie publique. Il meurt à Paris le 11 juin 1939 à l'âge de 78 ans.

## Distinctions
- Grand officier de la Légion d'honneur par décret du 11 septembre 1926[2].

## Pour approfondir